# 稲坂亜里沙
稲坂 亜里沙（いなさか ありさ、1987年7月7日 - ）は、日本の元女優（元子役）。千葉県出身。

## 出演

### テレビドラマ
- 坊さん弁護士（2003年）- 郷田夢栄 役

### テレビ番組
- おはスタ（1998年 - 2000年、テレビ東京）
- ティーンズTV インターネット情報局（2000年4月 - 2002年3月、NHK教育）